# 秋田県道126号秋田操車場線
秋田県道126号秋田操車場線（あきたけんどう126ごう あきたそうしゃじょうせん）は、秋田県秋田市を通る一般県道である。

## 概要
秋田市泉菅野1丁目で市道から連続し、秋田市泉字登木の秋田県道56号秋田天王線の操車場入口交差点に至る0.7キロメートルの短距離路線である。
国鉄の秋田操車場が1964年に貨物駅・秋田操駅に昇格したことにともない、1965年、秋田県道126号秋田操車場線が制定された。その後1986年に貨車操車場の機能が廃止になり、区画を縮小したため当県道の起点とは接続しなくなった。1990年にJR貨物の秋田貨物駅に改称されたが、県道の名称は「秋田操車場線」から変わらず現在に至っている。
操車場が縮小された区画の跡地は宅地化されて「泉ハイタウン」になり、操車場が廃止されたあとは起点に接続する市道と合わせて生活道路で利用される。

### 路線データ
- 総延長 : 0.747 km[2]
- 実延長 : 0.747 km[2]
- 起点 : 秋田県秋田市外旭川字菅野104番1地先（現・秋田市泉菅野1丁目1番地12号地先）[3]北緯39度44分14.3秒 東経140度6分25.65秒
- 終点 : 秋田県秋田市泉字登木65番（秋田県道56号秋田天王線交点、操車場入口）[3]北緯39度44分11.9秒 東経140度5分52.8秒
- 未供用区間 : なし[2]

## 歴史
- 1965年（昭和40年）1月23日 - 秋田県道に認定される[3]。

## 路線状況

### 愛称
秋田市では当路線と終点で連続する市道ついて愛称をつけ『市民に親しまれる道路愛称』として一覧を公開している。
- 泉いちょう通り（新国道紳士服のコナカ前交差点〜保戸野学園通りローソン保戸野原の町店前交差点[6]）

### 冬期閉鎖区間
- なし[7]

### 交通不能区間
- なし[8]

## 地理

### 交差する道路
| 施設名     | 接続路線名             | 備考 | 所在地                         |
| ---------- | ---------------------- | ---- | ------------------------------ |
|            |                        | 起点 | 秋田市泉菅野1丁目1番地12号地先 |
| 操車場入口 | 秋田県道56号秋田天王線 | 終点 | 秋田市泉字登木65地先           |

### 沿線の施設など
- 泉ハイタウン
- グランマート泉店
- コメリ泉店
- JR貨物 秋田貨物駅（旧・秋田操車場）当路線から約600 m離れている。
- マックスバリュ泉店